# Vêtre-sur-Anzon
Vêtre-sur-Anzon es una comuna nueva francesa situada en el departamento de Loira, de la región de Auvernia-Ródano-Alpes.

## Historia
Fue creada el 1 de enero de 2019, en aplicación de una resolución del prefecto de Loira de 23 de octubre de 2018 con la unión de las comunas de Saint-Julien-la-Vêtre y Saint-Thurin, pasando a estar el ayuntamiento en la antigua comuna de Saint-Julien-la-Vêtre.

## Demografía
Según los datos aportados en la resolución del prefecto de Loira, la comuna se crea con 558 habitantes.

## Composición
| Comuna fusionada      | Código INSEE | Población (2016) | Superficie (km²) | Densidad (hab./km²) |
| --------------------- | ------------ | ---------------- | ---------------- | ------------------- |
| Saint-Julien-la-Vêtre | 42245        | 359              | 12.9             | 28                  |
| Saint-Thurin          | 42291        | 190              | 7.35             | 26                  |